# Hwacheon
Hwacheon ist ein Landkreis in der Provinz Gangwon in Südkorea. Er liegt nördlich des 38. Breitengrades und gehörte vor dem Koreakrieg zu Nordkorea.

## Verwaltungsgliederung
- Hwacheon-eup (화천읍)
- Gandang-myeon (간동면)
- Hanam-myeon (하남면)
- Sangseo-myeon (상서면)
- Sanae-myeon (사내면)

## Persönlichkeiten
- Kim Young-ha (김영하) (* 1968), Schriftsteller